# Aulacoderus scydmaenoides
Aulacoderus scydmaenoides is een keversoort uit de familie snoerhalskevers (Anthicidae). De wetenschappelijke naam van de soort is voor het eerst geldig gepubliceerd in 1864 door Wollaston.